# Sân bay quốc tế Recife/Guararapes-Gilberto Freyre
Sân bay quốc tế Recife/Guararapes-Gilberto Freyre (mã sân bay IATA: REC, mã sân bay ICAO:SBRF) là một sân bay phục vụ Recife, Brasil. Năm 2014, sân bay này đã phục vụ lượt 7,1 triệu khách.
Tên gọi Guararapes là một tham chiếu đến trận Guararapes, diễn ra trong các khu vực xung quanh. Kể từ ngày 27 tháng 12 năm 2001, sân bay này đã được đặt tên theo Gilberto Freyre (1900-1987), một nhà xã hội học nổi tiếng, người sinh ra ở Recife. 
Nó được điều hành bởi Infraero.
Một số cơ sở của nó được chia sẻ với Căn cứ không quân Recife.

## Lịch sử
Ban đầu được gọi sân bay Ibura, sân bay này được đổi tên thành sân bay Guararapes vào năm 1948. Cơ sở này có nguồn gốc tại thời điểm thế chiến II, khi một sân bay mới đã được xây dựng để thay thế sân bay trước đó, Parque do ENCANTA Moca. Với sự kết thúc của cuộc chiến tranh, cơ sở này đã trở nên quan trọng chiến lược như một điểm dừng kỹ thuật và tiếp nhiên liệu trên các tuyến đường từ Nam Mỹ đến châu Âu.

## Tuyến bay

### Nội địa
| Hãng hàng không | Điểm đến |
| --------------- | --- |
| Avianca Brasil  | Brasília - Petrolina - Porto Alegre - Rio de Janeiro (Galeão) - Salvador - São Paulo (Guarulhos). |
| Azul            | Aracaju - Belém - Belo Horizonte (Confins) - Brasília - Campinas - Curitiba - Fernando de Noronha - Fortaleza - Goiânia - Londrina - Maceió - Manaus - Natal - Porto Alegre - Ribeirão Preto - Rio de Janeiro (Galeão e Santos Dumont) - São José do Rio Preto - São Paulo (Guarulhos) - Salvador - São Luís - Teresina. |
| GOL             | Belém - Belo Horizonte (Confins) - Brasília - Curitiba - Fernando de Noronha - Fortaleza - Macapa - Manaus - Petrolina - Porto Alegre - Rio de Janeiro (Galeão e Santos Dumont) - São Luís - Santarém - Salvador - São Paulo (Congonhas e Guarulhos) - Vitoria.                                                          |
| TAM             | Aracaju - Belém - Brasília - Curitiba - Fortaleza - João Pessoa - Juazeiro do Norte Previsto - Goiânia - Maceió - Manaus - Porto Alegre - Rio de Janeiro (Galeão),São Luis, Santarém, Salvador e São Paulo (Congonhas e Guarulhos) - Teresina(03/04/2015).                                                               |

### Quốc tế
| Hãng hàng không                | Điểm đến                                               |
| ------------------------------ | ------------------------------------------------------ |
| Bản mẫu:USAb American Airlines | Miami (Sân bay quốc tế Miami)                          |
| Bản mẫu:ALEb Condor Airlines   | Frankfurt (Sân bay Frankfurt).                         |
| Bản mẫu:PANb Copa Airlines     | Cidade do Panamá (Sân bay quốc tế Tocumen)             |
| TACV                           | Praia (Sân bay quốc tế Praia)                          |
| TAM                            | Buenos Aires (Ezeiza) và Miami (Sân bay quốc tế Miami) |
| Bản mẫu:PRTb TAP Portugal      | Lisboa (Sân bay Portela)                               |

### Hàng hóa
| Hãng hàng không   | Điểm đến                                  |
| ----------------- | ----------------------------------------- |
| TAM Cargo         | Fortaleza, Manaus và São Paulo(Guarulhos) |
| RIO Linhas Aéreas | São Paulo (Guarulhos) và Salvador         |